# 0711 엔터테인먼트
0711 엔터테인먼트(0711 Entertainment GmbH)는 독일의 힙합과 팝송을 대표로하는 음악 전문 연예기획사다. 1996년, 장 크리스토프 리터(Jean-Christoph Ritter)의 0711뷔로(0711 Büro)프로젝트에 의해 설립되었다. 본사는 독일 슈투트가르트에 있다.